# 압록강은 흐른다
《압록강은 흐른다》(Der Yalu Fliesst)는 SBS에서 2008년 11월 14일에 3회 연속으로 방영된 창사 특집 드라마인데 2004년 《홍소장의 가을》이후 4년 만에 창사특집 드라마를 재편성했으며 해당 작품에 앞서 2005년 <그물을 깁다>를 창사특집 드라마로 편성할 계획이었으나 이런저런 사정 때문에 무산됐다.
이 드라마는 SBS 창사 18주년 기념 및 한독수교 125주년으로 SBS와 독일의 BR 방송사가 공동으로 제작한 드라마로, 1946년 독일에서 발표된 이미륵의 자전 소설 《압록강은 흐른다》와 후속작 《그래도 압록강은 흐른다》를 바탕으로 제작되었다.
한편, 시청자들의 호평으로 인해 재방송이 추진되어 이후 2009년 1월 신년 특집으로 재방송되었고, 같은 해 6월에는 영화판으로도 개봉되었다. 아울러, 2010년 3월 16일 독일의 방송사 BR을 통해 대한민국의 드라마 최초로 유럽 지역에 방송되기도 했다.

## 등장 인물
- 우벽송 : 이미륵 역 (청년 최성호)
- 나문희 : 미륵의 어머니 역
- 신구 : 미륵의 아버지 역
- 노민우 : 소년 미륵 역
- 정윤석 : 어린 미륵 역
- 권오민 : 수암 역 - 미륵의 사촌. 미륵의 유년 시절을 함께 한 인물.
- 차재돌 : 어린 수암 역
- 김여진 : 최문호 역 - 미륵의 아내
- 하승리 : 어린 최문호 역
- 한보배 : 무던이 역 (중년 신영진) - 미륵네 하인
- 박혜숙 : 구월이 역 - 미륵네 하인
- 황보라 : 처녀 구월이 역
- 김보연 : 선 여인 역 - 미륵 아버지의 첩실
- 서권순 : 대원 어머니 역 - 아들을 낳게 빌어주는 여인
- 정운택 : 원식 역 (어린 백승현) - 미륵네 머슴, 무던이의 오빠
- 김운기 : 익원 역 - 미륵의 경성의전 친구
- 전노민 : 안봉근 역 - 안중근 의사의 사촌형. 미륵과 상해에서 만나 유럽까지 동행함.
- 미상 : 김재원 역 - 뮌헨대 한국인 유학생
- 우테 캄포브스키(Ute Kampowsky) : 에바 역 - 미륵의 제자. 존경하는 미륵과 정신적 사랑을 나누며 평생을 미륵에게 헌신한 여인.
- 올가 베르그만(Olga Bergmann) : 로자 역 - 미륵의 연인. 미륵에게 작가적 영감을 줌.
- 롤랜드 파우스(Roland Pfaus) : 쿠르트 후버 역 - 뮌헨대 교수, 미륵의 스승이자 사상적 동료
- 안냐 클라운(Anja Klawun) : 후버의 아내 역
- 이참 : 자일러 역 - 뮌헨대 교수. 미륵을 자신의 집에 머물게 해주는 독지가.
- 다니엘라 메르츠(Daniella Maerz) : 자일러의 아내 역
- 이본 크리스티나 허츠(Yvonne Kristina Hotz) : 자일러가의 하녀 역
- 미상 : 베르타 역 - 자일러의 딸
- 로버트 발렌틴 호프만(Robert Valentin Hofmann) : 빌헬름 역 - 미륵이 뮌스터슈바르차하 수도원에서 만난 수사.

## 시청률
| 회차 | 방송일          | TNmS 시청률 | AGB 시청률 |
| ---- | --------------- | ----------- | ---------- |
| 1회  | 2008년 11월 4일 | 7.1%        | 7.9%       |
| 2회  | 2008년 11월 4일 | 8.6%        | 10.4%      |
| 3회  | 2008년 11월 4일 | 7.0%        | 7.8%       |

## 참고 사항
- 드라마 OST와 삽입곡 전곡이 팝페라테너 임형주의 노래로만 구성되었으며,[11]드라마 OST 앨범은 한정판 증정용으로 소량만 제작·발매되었다.[12] 하지만 시청자들의 거듭되는 강력한 요청으로 인해 2010년 12월 디지털음원으로 재발매되었다.[13]